# Kimchijeon
O kimchijeon (김치전) é uma variação do buchimgae e jeon, popular na culinária coreana. Sua base consiste principalmente em finas fatias de kimchi, massa de farinha e, ocasionalmente, outros vegetais. Além disso, é comum adicionar carne, como carne de porco moída, para dar um toque extra de sabor e textura.
O kimchi, uma iguaria de vegetais picantes em conserva temperados com pimenta e jeotgal, é um pilar na culinária coreana. Para preparar esse prato, é ideal usar kimchi bem fermentado, o que intensifica seu sabor característico.
O kimchijeon é apreciado na cultura coreana como um prato folclórico acessível, que qualquer pessoa pode facilmente preparar em casa, sem a necessidade de um orçamento extra. É uma verdadeira manifestação do sabor e da simplicidade da culinária coreana, enriquecendo a experiência gastronômica de todos que o saboreiam.